# Heinrich Fehlis
Heinrich Fehlis, född 1 november 1906 i Wulften am Harz, Provinsen Hannover, död 11 maj 1945 i Porsgrunn, Norge, var en tysk jurist, SS-Oberführer och överste i Ordnungspolizei. Han var befälhavare för Sicherheitspolizei (Sipo) och Sicherheitsdienst (SD) (Befehlshaber der Sicherheitspolizei und des SD, BdS) i det av Tyskland ockuperade Norge från 1940 till 1945. Fehlis var därutöver chef för Einsatzgruppe 1 Oslo inom Einsatzgruppe Norwegen.

## Biografi
Fehlis blev 1933 medlem i Sturmabteilung (SA) och Nationalsocialistiska tyska arbetarepartiet (NSDAP). Två år senare inträdde han i Schutzstaffel (SS) och var från 1936 till 1937 verksam vid Gestapo i Berlin. Därefter var han stabschef vid SD-Oberabschnitts Südwest i Stuttgart. 
Den 9 april 1940 inledde Tyskland Operation Weserübung och ockuperade Norge och Fehlis utsågs då till chef för den mobila insatsenheten Einsatzgruppe 1 i Oslo. Insatsenheten hade bland annat i uppgift att sätta den nazistiska folkmordspolitiken i verket. I november 1940 efterträdde Fehlis Walter Stahlecker som befälhavare för Sicherheitspolizei (Sipo) och Sicherheitsdienst (SD) i Norge och blev då högste polischef i landet. Befälsgången är dock oklar, då han formellt var underställd chefen för RSHA, Reinhard Heydrich, samt rikskommissarien Josef Terboven och SS-generalen Wilhelm Rediess. Fehlis hade ett nära samarbete med Terboven och stödde till en början dennes hårdföra linje. Fehlis gav Gestapo i order att införa tortyr samt beordrade summariska avrättningar. Senare motsatte sig Fehlis emellertid Terbovens order och gick på en mildare linje. Han motsatte sig till exempel att 300 manliga universitetsstuderande fördes till koncentrationslägret Buchenwald 1943.

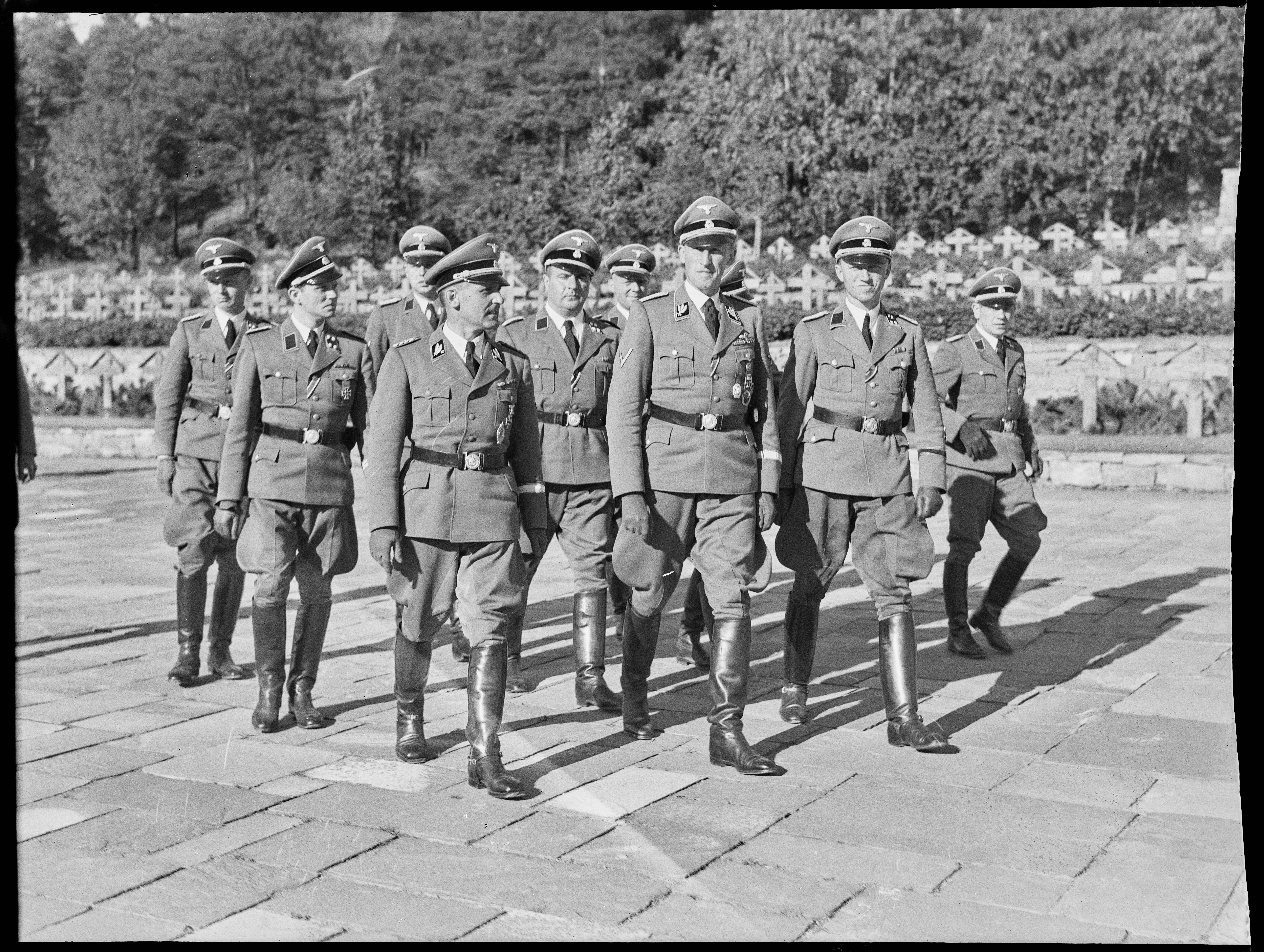
Reinhard Heydrich, flankerad av Heinrich Müller och Heinrich Fehlis, besöker Ekeberg krigskirkegård i september 1941.

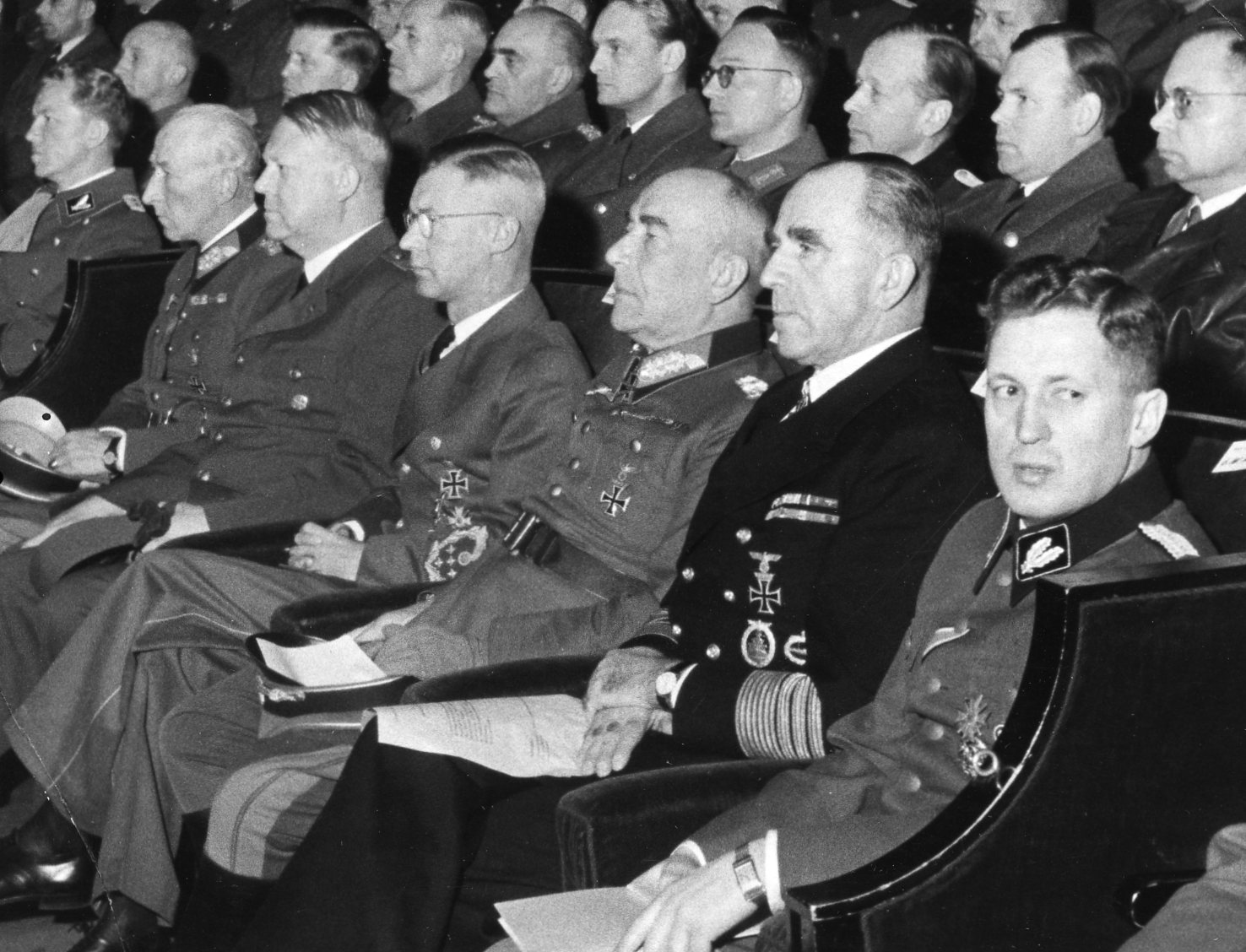
Heinrich Fehlis (förste från vänster i främre raden) i Colosseum kino i Oslo år 1944. Övriga i främre raden är från vänster: Hermann Tittel, Vidkun Quisling, Josef Terboven, Nikolaus von Falkenhorst, Otto Ciliax och Georg Wilhelm Müller. I bakre raden bland andra Sverre Riisnæs, Finn Støren, Axel Stang, Olaf Fermann och Ørnulf Lundesgaard.

I februari 1945 flyttade Fehlis sitt högkvarter från Victoria terrasse i centrala Oslo till Festung Furulund i Bestum i västra Oslo. Mot slutet av andra världskriget förhandlade Fehlis med Harry Söderman, chef för Statens Kriminaltekniska Anstalt, som byggde upp en norsk poliskår i Sverige. Söderman krävde att Fehlis vid Tysklands kapitulation skulle frige politiska fångar i Sverige. Fehlis gick med på detta mot att hans älskarinna och tre månader gamla dotter togs emot i Sverige.
I början av maj 1945 försökte Fehlis tillsammans med andra Sipo-män komma undan. De förklädde sig till fjälljägare och förskansade sig i ett läger i Porsgrunn. Gruppen blev dock angiven av den person som skulle bränna Gestapo-uniformerna. Den 10 maj 1945 omringades lägret av Milorg, en norsk hemlig militärorganisation och motståndsrörelse. Fehlis kallades till förhör hos den norske ortskommendanten och beordrades att överlämna lägret till de allierade. Fehlis valde då att begå självmord; han tog gift och sköt sig därefter.